# Corycaeus affinis
Corycaeus affinis is een eenoogkreeftjessoort uit de familie van de Corycaeidae. De wetenschappelijke naam van de soort is voor het eerst geldig gepubliceerd in 1916 door McMurrich.